# Köukudden
Köukudden är en udde i Finland. Den ligger i Borgå i den ekonomiska regionen  Borgå  och landskapet Nyland, i den södra delen av landet, 40 km nordost om huvudstaden Helsingfors.
Terrängen inåt land är platt. Havet är nära Köukudden åt sydost.  Närmaste större samhälle är Borgå, 9,4 km nordost om Köukudden. 